# Vicksburg, Michigan
Vicksburg är en ort (village) i Kalamazoo County i Michigan. Orten har fått sitt namn efter grundaren John Vickers. Vid 2010 års folkräkning hade Vicksburg 2 906 invånare.

## Kända personer från Vicksburg
- William Lucking, skådespelare